# Apotomis sauciana
Apotomis sauciana là một loài bướm đêm thuộc họ Tortricidae. Loài này có ở hầu hết châu Âu, phía đông đến phần phía đông của the Palearctic ecozone.
Sải cánh dài 13–16 mm. Con trưởng thành bay từ tháng 6 đến tháng 8. They fly during the afternoon và evening.
Ấu trùng ăn Vaccinium myrtillus và Arctostaphylos species. They feed in spun shoots.

## Phụ loài
- Apotomis sauciana sauciana
- Apotomis sauciana grevillana (Scotland)